# VfK Berlin-Südwest
Der Verein für Körperkultur Berlin-Südwest e. V. ist ein deutscher Familien-, Sport- und FKK-Verein mit Sitz im Berliner Stadtteil Steglitz. Er wurde 1922 gegründet und ist Mitglied im Deutschen Verband für Freikörperkultur.

## Abteilungen

### Volleyball
Der Verein war eines der Gründungsmitglieder des Berliner Volleyballverbandes. Aus der Regionalliga schaffte die erste Männermannschaft erstmals zur Saison 1988/89 den Aufstieg in die 2. Bundesliga Nord, musste allerdings 1990 wieder zurück in die Regionalliga. Von 1992 bis 1994 war Südwest erneut in der 2. Bundesliga Nord vertreten. Zur Saison 1997/98 stiegen die Männer ein drittes Mal in die zweithöchste Spielklasse auf. Mit 6:38 Punkten landete man jedoch abgeschlagen auf dem letzten Platz und stieg direkt wieder ab.
Zur Saison 2018/19 stieg die erste Mannschaft der Männer aus der mittlerweile viertklassigen Regionalliga in die Dritte Liga auf. Mit 15 Punkten konnte man in dieser Spielzeit die Klasse über den ersten Nichtabstiegsplatz halten. Die Folgesaison wurde aufgrund der COVID-19-Pandemie vorzeitig abgebrochen. Nach 16 gespielten Partien stand der Verein auf dem letzten Platz und stieg freiwillig wieder ab.